# Российско-эсватинские отношения
Российско-эсватинские отношения — двусторонние дипломатические отношения между Россией и Эсватини.

## История
Дипломатические отношения между Россией и Свазилендом были установлены 19 ноября 1999 года. С тех пор обе страны предпринимают определённые шаги для налаживания двустороннего сотрудничества по линии парламентов, а также между силовыми ведомствами. Объём взаимной торговли в 2010 году составил 1,8 млн долларов США.
С 2007 года Свазиленд упразднил въездные визы всех категорий для граждан России. Осуществляется сотрудничество в сфере подготовки кадров: в 2010 году 15 свазилендских студентов были направлены в Россию для обучения в вузах.

## Послы
Послом России в Эсватини по совместительству является посол в Мозамбике (с 16 февраля 2018 года — А. В. Суриков). Представительство Эсватини в Москве отсутствует. Послом Эсватини в России по совместительству является посол в Швейцарии (с 26 февраля 2018 года — Звелезу Мниси).